# Estanque de Apolo
El estanque de Apolo es un estanque artificial situado en el jardín del Palacio de Versalles que coge su nombre del dios de la mitología griega Apolo. Está ubicado sobre el eje central del parque, delante del Gran Canal.
El jardín del palacio, diseñado por André Le Nôtre, se construyó para ilustrar el mito de Apolo, al que se representaba con el Sol, de la misma forma que al rey Luis XIV. Por lo tanto, la escultura central del estanque de Apolo es una parte crucial del jardín.
El Carro del Sol, la obra central del estanque, fue realizado en 1668-1671 en plomo dorado por Jean-Baptiste Tuby, siguiendo el diseño de Le Brun. El carro de Apolo emerge del agua, tirado por cuatro caballos. El escultor añadió a sus pies a Faetón, caído del carro y casi hundiéndose en el estanque; tritones que tocan la caracola y ballenas. La escultura se fabricó en Fábrica de los Gobelinos de París y después fue trasladada a Versalles en 1670.
En 2022 se retiró el conjunto de esculturas del estanque para someterlas a un proceso de restauración de 18 meses.